# Tanja Komadina
Tanja Komadina, slovenska ilustratorka in striparka, * 1976.
Študirala je vizualne komunikacije na Akademiji za likovno umetnost in oblikovanje v Ljubljani in prejela tudi nagrado Akademije za umetniške dosežke.
Že vrsto let aktivno deluje na področju stripa in ilustracije. Ilustrira knjige ter učbenike za otroke in mladino, svoje stripe in ilustracije leposlovnih ter vzgojno-izobraževalnih vsebin pa redno objavlja tudi v otroških revijah Ciciban in Cicido ter tržaški zamejski reviji Galeb. V svoje ilustracije in risbe pogosto vključuje elemente stripa. Njeno ustvarjanje je prežeto z besednimi igrami, jezikovnimi domislicami, večplastnostjo in humorjem.
Leta 2014 je izdala svoj prvi samostojni stripovski album Fino kolo (po kratki zgodbi Manke Kremenšek Križman iz zbirke Dvoriščna okna), za katerega je prejela zlato hruško, znak kakovosti otroških in mladinskih knjig. Album je bil uvrščen med Bele vrane (The White Ravens), izbor najboljših mednarodnih in mladinskih knjig, ter leta 2016 preveden tudi v švedščino, kjer je izšel pri založbi Tusen Serier.
Leta 2017 je za ilustracije v knjigi Gospa s klobukom Maše Ogrizek prejela Levstikovo nagrado.

## Samostojne stripovske izdaje in albumi
- Fino kolo, Stripburger/Forum Ljubljana, 2014
- Zakaj se psi vohajo?, Ta ljudske, Stripburger/Forum Ljubljana, 2017
- Moj lajf: po motivih povesti Moje življenje Ivana Cankarja (z Boštjanom Gorencem - Pižamo), Cankar v stripu, Škrateljc, 2017

## Objave stripov v antologijah, zbornikih, revijah in časopisih (izbor)
- Exhibition, Vdor/Break 21, 5. mednarodni festival neodvisnih ustvarjalcev, 2001
- Ko zorijo jagode, Slovenski klasiki, Mladina in Stripburger/Forum Ljubljana, 2009
- Mehanika, Workburger, Stripburger/Forum Ljubljana, 2012
- Trije popotniki (piše: Dragan Lukić), Ciciban, št. 2, oktober 2015
- V temi se mi vse čudno zdi, Cicido, 2015
- Zgodbe o pohištvu (piše: Maše Ogrizek), Galeb, 2017
- Večno mladi, Stripburger, št. 70., 2017

## Ilustracije knjižnih izdaj
- Petra Dvořáková: Julija med besedami, Miš, 2016
- Helena Kraljič: Strahec Vili v otroški domišljiji, Morfem, 2010
- Amadea Kovač: Zakaj pa ne?, Mladinska knjiga, 2011
- Vinko Möderndorfer: Velika žehta, Mladinska knjiga, 2011
- Andreas Steinhöfel: Mulca, Mladinska knjiga, 2012
- Cvetka Sokolov: Se bomo zmenili, Mladinska knjiga, 2012
- Polonca Kovač: Kaja in njena družina, Mladinska knjiga, 2013
- Nataša Konc Lorenzutti: Društvo starejših bratov, Miš, 2013
- David Bedrač: So že smehci k vam prispeli?, Mladinska knjiga, 2014
- Dim Zupan: Jaz, Franci grdi, Miš, 2014
- Nataša Konc Lorenzutti: Kdo je danes glavni?, Miš, 2015
- Maža Ogrizek: Gospa s klobukom, Mladinska knjiga, 2017
- Tina Arnuš Pupis: Za devetimi drevesi, Miš, 2017
- Miha Mazzini: Zelena pošast, Mladinska knjiga, 2017

## Razstave (izbor)
- Založba Mladinska knjiga, Galerija Sončnica, 2012
- Cow illustration festival, Ukrajina, 2013 in 2015
- Hrvaški bienale ilustracije, Osijek, 2014
- Hrvaški bienale ilustracije, Zagreb, 2012 in 2014
- Pritličje, Ljubljana, 2014
- Trubarjeva hiša literature, Ljubljana, 2014
- Knjižnica Ivana Potrča, Ptuj, 2014
- Stripburgerjeva razstava Pozor, delo!/Attention, Work! - Ljubljana, Prague, Treviso, Linz, Helsinki, 2014–2015
- 11. slovenski bienale ilustracije, Ljubljana, 2014/15
- Galerija Kresija, Medvedi in medvedki, Ljubljana, 2016
- Trubarjeva hiša literature, Ljubljana, 2016
- Knjižnica Domžale, Domžale, 2016
- 12. slovenski bienale ilustracije, Ljubljana, 2016/17
- Vodnikova domačija, Ljubljana, 2017

## Nagrade in priznanja
- Nagrada za umetniške dosežke, Akademija za likovno umetnost in oblikovanje, Ljubljana, 2012
- Uvrstitev med Bele vrane – stripovski album Fino kolo, 2015
- zlata hruška za stripovski album Fino kolo, 2015
- zlata hruška za knjigo Kdo je danes glavni Nataše Konc Lorenzutti, 2016
- Levstikova nagrada za knjigo Gospa s klobukom Maše Ogrizek, 2017